# Лавдара
Лавдара је ненасељено острво у хрватском дијелу Јадранског мора. Налази се у Задарском архипелагу, око 2 km источно од насеља Сали на Дугом отоку од којег га дијели Лавдарски канал. Њена површина износи 2,27 km², док дужина обалске линије износи 9,532 km. Највиши врх је висок 87 m. Обала је разуђена са бројним заливима, од којих је највећи Вели бок на западној обали острва. Грађена је од кречњака и доломита кредне старости. На сјеверозападном дијелу острва се налази свјетионик. Административно припада општини Сали у Задарској жупанији.